# Jean-Baptiste-Marie Pierre

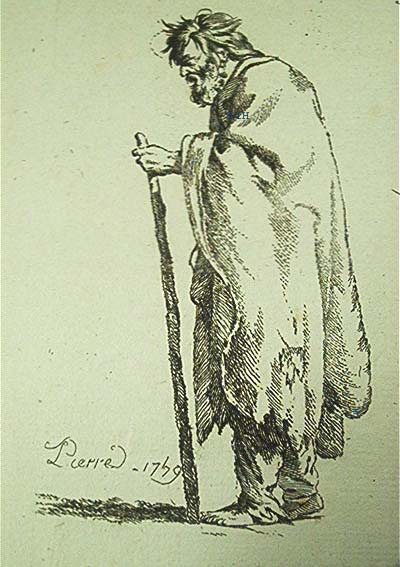
Vecchio, acquaforte, 1739

Jean-Baptiste-Marie Pierre (Parigi, 6 marzo 1714 – Parigi, 15 maggio 1789) è stato un pittore francese.

## Biografia
Fu allievo di Charles-Joseph Natoire all'Académie royale de peinture et de sculpture e dipinse il proprio autoritratto già nel 1732. Come vincitore del grand prix di pittura dell'Accademia nel 1734, soggiornò dal 1735 al 1740 all'Académie de France à Rome, allora diretta da Nicolas Vleughels e poi da Jean-François de Troy, per studiare l'arte italiana e i monumenti antichi.
Tornato a Parigi, ottenne l'accettazione (agrément) all'Accademia di pittura il 29 aprile 1741 – equivalente al diritto di esporre ai Salons ufficiali – e divenne accademico il 31 marzo 1742. Per tutti gli anni quaranta Pierre brillò in ogni genere di pittura e ottenne numerose commissioni sia private che reali ed ecclesiastiche. Le opere da lui presentate ai Salons mostrano grande varietà di generi: dalle bambocciate alle composizioni religiose, storiche e mitologiche, accolte sempre con grande successo.

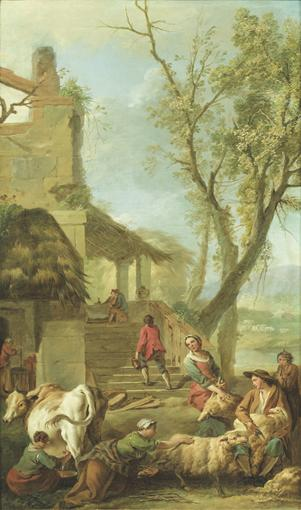
Le stagioni, 1749

Divenne così professore aggiunto nel 1744 e professore ordinario nel 1748. Nel 1752 è primo pittore del duca d'Orléans e produce molti disegni per i nuovi appartamenti del Palais-Royal dove dipinge il soffitto di una sala con L'Apoteosi di Psyché. Nel 1754 decora il teatro privato del duca d'Orléans nel faubourg Saint-Martin; nel castello di Saint-Cloud affresca nel 1768 un soffitto con il tema di Rinaldo e Armida e dal 1752 al 1757 due cupole della chiesa di Saint-Roch con Il trionfo della religione e l'Assunzione della Vergine, che viene indicato essere il suo capolavoro.
Nel 1761 fu nominato cavaliere dell'Ordine di San Michele, nel 1770 diviene primo pittore del re, succedendo a François Boucher e sovrintendente della Manifattura dei Gobelins. Per vent'anni, col marchese de Marigny, l'abate Terray e soprattutto con il conte d'Angiviller, egli esercita un influsso determinante sull'arte e gli artisti del suo tempo. Le sue ultime realizzazioni furono compiute a Choisy, al Petit Trianon e al castello di Marly. Morì nel 1789, alla vigilia della Rivoluzione.
Diderot fu molto severo con lui. Nelle sue note sul Salon del 1763 scrisse che Pierre «da una dozzina d'anni è andato degenerando e la sua tracotanza si è accresciuta man mano che il suo talento diminuiva. Oggi è il più vano e il più piatto dei nostri artisti».
Tra gli allievi di Pierre si contano Étienne-Louis Boullée, Louis-Jacques Durameau, Étienne de La Vallée Poussin, Jean-Jacques-François Le Barbier, Antoine Vestier, Hugues Taraval.